# Kosovo Dabyé
Kosovo Dabyé (en macédonien Косово Дабје) est un village de l'est de la Macédoine du Nord, situé dans la municipalité de Deltchevo. Le village comptait 21 habitants en 2002.

## Démographie
Lors du recensement de 2002, le village comptait :
- Macédoniens : 21